# 小行星23153
小行星23153（23153 Andrewnowell）是一颗绕太阳运转的小行星，为主小行星带小行星。该小行星于2000年2月20日发现。

## 轨道参数
小行星23153的轨道半长轴为339 278 094 km，2.2679017 UA，离心率为0.162。